# 真板益夫
真板 益夫（まいた ますお、Masuo Maita、1920年（大正9年）10月12日 - 2015年（平成27年）11月23日）は、日本の教育者。学校法人君津学園の創立者であり、学園の理事長、設置各校の学長・校長・園長を務めた。木更津市名誉市民。

## 人物
第二次世界大戦の終戦により帰郷後、祖国再建には教育による他にないと確信し、青少年教育、特に女子教育に着目し、自らの教育理念とする「真心教育」の理想実現に向け、学校法人君津学園の創立をはじめとする教育活動を行った。
清和大学・清和大学短期大学部の校名は、出身地の三島村が町村合併に伴って後年に清和村となったことに由来する。

## 経歴
1920年（大正9年）、千葉県君津郡三島村（現在の君津市）で、7人兄弟の3番目として生まれる。生家は貧しく、炭焼きで生計をたてていた。小学生の頃から炭焼きの手伝いをする。小学校を卒業すると、三島村役場に雇員として採用される。
1944年（昭和19年）、中央大学法学部を卒業した。1963年（昭和38年）に木更津中央高等学校を、1967年（昭和42年）に清和女子短期大学を、1973年（昭和48年）に清和女子短期大学附属高等学校を、1983年（昭和58年）に市原中央高等学校を、1994年（平成6年）に清和大学をそれぞれ開学した。
2003年（平成15年）、木更津中央高等学校と清和女子短期大学附属高等学校を統合し木更津総合高等学校を開校し、同時に清和女子短期大学を清和大学短期大学部に改名した。2008年（平成20年）、米寿を迎える。記念式典が木更津総合高等学校にて執り行われた。2015年（平成27年）、老衰により95歳（数え年96歳）で死去した。2016年（平成28年）、君津学園総合体育館「至真殿」において、君津学園と木更津市の合同主催によりお別れの会が執り行われた。

## 教育理念
- 「真心教育」を全校共通の基本理念とする。

## 著書
- 我が人生の奇跡 清和大学誕生（うらべ書房  1995年発行）